# NGC 4844
NGC 4844 ist ein etwa 15 mag heller Stern im Sternbild der Jungfrau (Rektaszension: 12:58:08.4; Deklination: -13:04:46). Er wurde am 19. April 1882 von Ernst Wilhelm Leberecht Tempel bei einer Beobachtung irrtümlich für eine Galaxie gehalten und erlangte so einen Eintrag in den Katalog.